# Englands Helicon
Englands Helicon es una antología de poemas líricos pastorales de la época isabelina compilada por John Flasket y publicada por primera vez en 1600. En 1614 se publicó una edición ampliada. No todos los poetas están identificados, ya que numerosos poemas son anónimos. Entre los que se conocen están Edmund Bolton, William Byrd, Henry Chettle, Michael Drayton, Robert Greene, Christopher Marlowe, Anthony Munday, George Peele, Walter Raleigh, Henry Constable, William Shakespeare, Philip Sidney, Edmund Spenser, John Wootton y William Smith. El poema más conocido es Come live with me and be my love de Marlowe. Se ha compuesto música para varios de estos poemas, en el caso del poema de Marlowe, por el autor William Corkine.